# Долевая ответственность
Долевая ответственность — один из видов гражданско-правовой ответственности, означающая, что каждый из должников несет ответственность в точно определенной в законе или договоре доле. Данный вид ответственности применяется как общее правило для нескольких субъектов правонарушения, если иной вид ответственности не предусмотрен законом (иным правовым актом) или договором (статья 321 ГК РФ).